# استان حلب
استان حَلَب (به عربی:  محافظة حلب)، یکی از استان‌های کشور جمهوری عربی سوریه است. این استان در جنگ سوریه همواره صحنه درگیری‌های فراوان میان گروه‌های مختلف بوده و از لحاظ استراتژیک دارای اهمیت بسیار زیادی برای گروه‌های حاضر در جنگ سوریه می‌باشد.

## جغرافیا
مساحت این استان در حدود ۱۸٬۴۹۸ کیلومتر مربع، و ارتفاعش از سطح دریا بین (۱٬۱۲۰ تا ۱٬۴۸۰) متر می‌باشد، و در شمال کشور سوریه قرار دارد. مرکز این استان شهر حلب است.

## جمعیت
جمعیت استان حلب در سال ۲۰۱۱ میلادی، برابر ۴٬۸۶۸٬۰۰۰ نفر تخمین زده شده است.
استان حلب شامل ۱۰ منطقه است.
این ۱۰ منطقه به ۴۲ ناحیه تقسیم‌بندی شده‌اند.
| دین مردم استان حلب | دین مردم استان حلب | دین مردم استان حلب | دین مردم استان حلب | دین مردم استان حلب |
| ------------------ | ------------------ | ------------------ | ------------------ | ------------------ |
| قومیت              | قومیت              |                    | درصد               | درصد               |
| سنی                | سنی                |                    | ۸۲٪                | ۸۲٪                |
| شیعه               | شیعه               |                    | ۱۷٫۸٪              | ۱۷٫۸٪              |
| سایر و بدون جواب   | سایر و بدون جواب   |                    | ۰٫۲٪               | ۰٫۲٪               |